# 中国—布隆迪关系

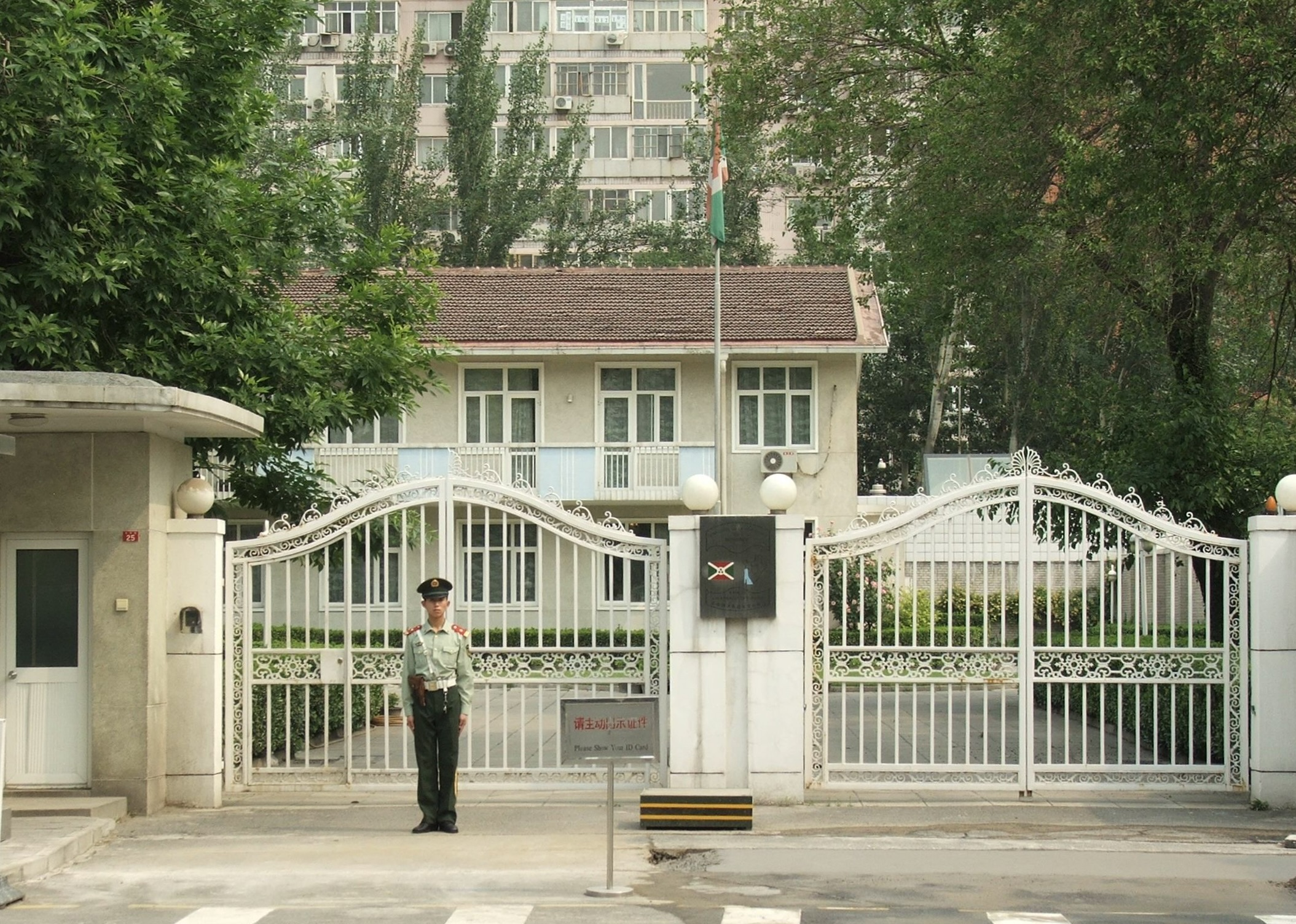
布隆迪駐華大使館

中國—布隆迪关系（法語：Relations entre la Chine et la Burundi），是指歷史上的中國和布隆迪、以至現在中華人民共和國與布隆迪共和國之間的雙邊關係。中華人民共和國和布隆迪在1963年首次建交，1965年斷交，1971年復交；2012年，中華人民共和國成為布隆迪第三大的進口來源地。

## 歷史
布隆迪曾招收少量的華工:148。
布隆迪独立為國後，當地對是否與中華人民共和國建交意見分歧；有新华社人員兩度到布隆迪了解當地的情况，而當時已退到台灣的中華民國亦兩度派人訪問當地:34。其後，中華人民共和國派員参加布隆迪的独立庆典，中華民國也以非正式名義受邀，但布隆迪承諾中華民國派來的代表只會被当作一般旅客，庆典會場亦只見中華人民共和國国旗:34–35。但是，中華民國的代表其後被視為主權國家的代表，會場也突然出現了一面中華民國国旗，中華人民共和國的人員多番交涉未果，決定停止參加慶祝布隆迪独立的活動；布隆迪方面請中華人民共和國諒解，又邀請中華人民共和國在独立庆典後再派員訪問當地:35。
此後，布隆迪和中華人民共和國繼續保持接觸，該名新华社人員也多次到訪當地；1963年12月，中華人民共和國與布隆迪建立外交關係，在當地設置大使館，並派出大使到當地:36。
1965年，布隆迪国王姆瓦姆布扎四世出于對中華人民共和國的防范、更指控后者派人刺殺時任布隆迪總理的皮埃尔·恩根丹杜姆韋，遂與中華人民共和國斷交:387–388, 395:63（但有說刺殺皮埃尔·恩根丹杜姆韋的兇手是受僱於美國大使館:69）。布隆迪因而成為非洲首個與中華人民共和國建交、其後與之斷交的國家；據說，中華人民共和國政府得知兩國斷交後為之震驚，擔心其他邦交國也會和中華人民共和國斷絕外交關係
值得注意的是两国断交后布隆迪并没有与中华民国（台湾）建交，成为少数既没有与中华人民共和国建交也没有与中华民国（台湾）建交的国家。1971年10月，布隆迪外交部部長阿特蒙·辛巴纳尼耶訪問中華人民共和國，布隆迪由此與中華人民共和國恢復邦交:216。
2015年，中国援建的布隆迪总统府开工，花费2200万美元（合1.5亿人民币），建筑面积约一万平方米，是布隆迪独立以来的首座总统府建筑。2019年2月14日，中国驻布隆迪大使与布隆迪外交部长签署协议，正式将总统府移交布隆迪方面。2024年9月6日，两国建立全面战略伙伴关系。

## 經貿關係
- 中國大陸出口到布隆迪的商品（2012年）[12]
- 布隆迪出口到中國大陸的商品（2012年）[13]

中國（不包括港澳台）在2012年出口了9,240萬美元到布隆迪，貨物有機械設備、載具、金屬製品等，成為布隆迪第三大的进口來源地；布隆迪同年出口了1,100萬美元來華（不包括港澳台），逾96%的貨物是礦產，其餘的貨物逾半是載具或獸皮。
在布隆迪設有代表機構的中國企業包括华为、中興通訊等。

## 文化關係
布隆迪大学設有和渤海大學合辦的孔子学院，該學院在2012年成立，向當地人教授漢语和漢文化；學院的中方院长曾親自向布隆迪大学的學生講解儒家學說，是布隆迪大学首次有傳授儒學的課堂。而在北京外国语大学等一些中国的高等院校，也有教师教授布隆迪的官方语言之一的克倫地語。

## 援助
中華人民共和國的企業曾為布隆迪援建培訓中心，農業部曾派遣專家到當地。布隆迪的穆杰雷水电站是當地最早的中國援建項目之一；在該水电站的工程中，中華人民共和國技术員李海在驾驶装载机時因路面濕滑而掉进涵洞，当场死亡，其後被中華人民共和國追認為烈士。
自1987年起，青海省曾多次派遣医疗队到布隆迪，累計曾治療患者100万人次（截至2015年）；医疗队为布隆迪培养了一些醫療人員，又引進一些新醫療技术。中華人民共和國也曾在當地援建醫院。

## 外部連結
- 中華人民共和國駐隆迪共和國大使館官方網站（简体中文）（法文）
  - 中華人民共和國駐隆迪共和國大使館經濟商務處官方網站（简体中文）